# Derecho de Ecuador
El Derecho de Ecuador está compuesto por el ordenamiento jurídico que rige dentro de la República del Ecuador, es decir, su territorio continental e insular, espacio aéreo, mar territorial, embajadas, consulados y en el interior de embarcaciones civiles con bandera ecuatoriana en aguas internacionales y buques militares. Según el actual ordenamiento jurídico, la norma que mantiene supremacía sobre las demás en el país es la Constitución de la República del Ecuador, la misma que está a la par de las disposiciones que emanen de tratados y convenios internacionales en lo referente a derechos humanos. El resto del ordenamiento jurídico lo complementan las leyes, reglamentos, ordenanzas y demás normas infraconstitucionales.

## Orden jerárquico de aplicación de normas
Según lo estipulado en la actual Constitución de la República del Ecuador, vigente desde el año 2009, el ordenamiento jurídico del país se encuentra jerarquizado con el propósito establecer una mejor aplicación de normas. El Título IX de la Constitución trata sobre la supremacía constitucional, y en ella se establece que aquella norma está en lo más alto del orden jerárquico y la denomina como «norma suprema», prevaleciendo sobre cualquier otra del ordenamiento jurídico. Concretamente en el artículo 425 del texto constitucional, se establece el orden jerárquico de aplicación de normas.
Luego de la Constitución, las normas con mayor jerarquía son aquellas que emanan de tratados y convenios internacionales firmados y ratificados por el Ecuador y que versen sobre derechos humanos. Sin embargo, pese a estar en el segundo rango del orden jerárquico, aquellos tratados internacionales de derechos humanos ratificados por el Estado que reconozcan derechos más favorables a los contenidos en la Constitución, prevalecerán sobre cualquier otra norma jurídica o acto del poder público.
En el tercer y cuarto rango se encuentran las leyes orgánicas y ordinarias respectivamente. Las leyes orgánicas, al tratarse de materias de mayor trascendencia a las demás, prevalecen sobre las ordinarias; siendo ambas promulgadas por el órgano legislativo nacional en vigencia, la Asamblea Nacional. Todas las leyes deben sujetarse a las disposiciones constitucionales y de los instrumentos internacionales; aquellas leyes que no guarden compatibilidad con los derechos fundamentales deberán ser derogadas mediante control de constitucionalidad.
En el quinto rango se encuentran, en teoría, tanto las normas regionales expedidas por los gobiernos autónomos descentralizados regionales (consejos regionales), como las ordenanzas distritales expedidas por los gobiernos de los distritos metropolitanos (concejos metropolitanos). La normativa ecuatoriana establece como subdivisiones territoriales a las regiones autónomas y a los distritos metropolitanos, sin embargo, todavía no se han establecido formalmente ninguna de estas entidades subnacionales. En el sexto lugar están los decretos y reglamentos expedidos por las funciones Ejecutiva y Legislativa; luego, en el séptimo lugar se encuentras las ordenanzas promulgadas por los gobiernos municipales de cada cantón; en el octavo rango están los acuerdos y resoluciones ministeriales en cada rama; y, en último rango se encuentran los demás actos y decisiones de los poderes públicos.

## Historia

### Estado constitucional de derechos y justicia
La Asamblea Nacional Constituyente de 2007 redactó un nuevo texto constitucional que fue aprobado mediante el voto popular en el referéndum del 2008. La nueva Constitución de 2008, que se encuentra vigente desde su publicación en el Registro Oficial el 20 de octubre de aquel año, transformó la estructura del Estado, basado en el Estado social de Derecho, en un Estado constitucional de derechos y justicia, id est, que la sociedad se encuentra sujeta a las disposiciones constitucionales, y las demás normas se encuentran subordinadas a ésta, creando y dando amplias facultades a la Corte Constitucional. La tendencia que tomó la constitución ecuatoriana, denominada «neoconstitucionalista», conllevó también en la reafirmación del catálogo de derechos humanos recogidos en instrumentos internacionales y los plasmó en el texto constitucional; además, se establecieron varios tipos de justicia paralelos a la ordinaria tradicional.
Producto de la transformación que hubo a nivel constitucional, varias leyes y demás normas infraconstitucionales presentaron inconcordancia con los lineamientos que emanaban de la constitución, por lo cual, se crearon nuevas leyes como el Código Orgánico General de Procesos, el Código Orgánico Integral Penal, Ley Orgánica de Control Constitucional y Garantías Jurisdiccionales, etc.

## Origen normativo

### Procedimiento legislativo
El procedimiento legislativo está reglamentado en la sección III del capítulo II (Función Legislativa) del Título IV denominado «Participación y organización del poder»; específicamente entre los artículos 132 y 140 de la Constitución de la República del Ecuador. La iniciativa legislativa, es decir la facultad de presentar proyectos de ley, recae: 
- a los asambleístas (legisladores) miembros de la Asamblea Nacional (órgano legislativo) siempre que cuenten con el apoyo de una bancada o al menos el 5% de todos los legisladores;
- al presidente de la República (tiene iniciativa exclusiva en temas tributarios, gasto público o de modificación de la división político administrativa);
- a las otras funciones del Estado (judicial, electoral, y control social) en el ámbito de sus funciones;
- a la Corte Constitucional, Procuraduría General del Estado, Fiscalía General del Estado, Defensoría Pública, Defensoría del Pueblo, en el ámbito de sus competencias; y,
- ciudadanos con el respaldo (firmas) del 0.25% del padrón electoral.